# Río Santa Susana
El río Santa Susana, llamado río Dinamarquero en su parte alta, es un curso natural de agua que fluye en la comuna de San Gregorio, Región de Magallanes, con dirección general sur hasta desembocar en la ribera norte del estrecho de Magallanes.

## Trayecto
El río nace en la confluencia del río Dinamarquero y del Tres Chorrillos y desemboca en la Segunda Angostura.
Hacia el oriente del río Santa Susana desembocan en la orilla norte del estrecho, entre la Segunda Angostura y la Primera Angostura, según el mapa de Risopatrón, los siguientes cursos de agua que descienden de las Cumbres de San Gregorio:
- Chorrillo San Gregorio: San Gregorio (Chorrillo de) 52° 35' 70° 13' Corre hácia el E i se vácia en la bahía del mismo nombre, del estrecho de Magallanes; sus aguas son casi nulas en el verano. 1, XI, p. 288 i carta de Bertrand (1885); i 156.
- Un chorrillo sin nombre
- Primer Chorrillo
- Segundo Chorrillo: Segundo (Chorrillo) 52° 31' 70° 00' Corre hacia el S E i se vácia en la costa N de la ensenada de Las Once Mil Vírjenes, del estrecho de Magallanes, al NE de la punta Valle. 1, xi. carta de Bertrand (1885); 134; i 156.
- Tercer Chorrillo
- Cuarto Chorrillo (no confundir con el "Cuarto Chorrillo" que desemboca en Bahía Lomas.)

## Historia
Luis Risopatrón lo describe brevemente en su Diccionario Jeográfico de Chile de 1924:: 829 
Santa Susana (Chorrillo de) 52° 30' 70° 30' Es formado por el de Dinamarquero i el de Los Tres Chorrillos, corre hacia el S E i se vácia en el ancón de aquel nombre, de la Segunda Angostura del estrecho de Magallanes. 1, xi, p. 240 i carta de Bertrand (1885); i rio en 156.
Risopatrón también describe al río Dinamarquero:
Dinamarquero (Rio) 52° 25' 70° 35'. De corto curso i caudal, se pierde a veces en la tierra i vuelve a salir, corre hacia el SE, baña la estancia del mismo nombre con abundancia de pasto i leña i se vácia en el chorrillo de Santa Susana, de la Segunda Angostura del estrecho de Magallanes. 1, XI, p. 240 i carta de Bertrand (1885); 122, p. 107; 134; i 156.